# Wikisource
Wikisource è una biblioteca digitale multilingue, che accoglie testi e libri in pubblico dominio o con licenze libere. Il sito è parte della fondazione Wikimedia ed è collaterale a Wikipedia, progetto multilingue teso a creare un'enciclopedia partecipativa a contenuto libero. Il progetto Wikisource, come Wikipedia, si suddivide per lingua e non per nazionalità.
Wikisource ospita monografie, documenti, testi di ogni tipologia ed epoca: dalla filosofia alla matematica, dalla letteratura alla numismatica.
La versione in lingua italiana, nata nel 2005, contava, ad agosto 2024, oltre 200 000 testi.

## Collezioni
Wikisource raccoglie e archivia in formato digitale testi già pubblicati, tra cui romanzi, opere di saggistica, lettere, discorsi, documenti storici e costituzionali, leggi e altri documenti. Tutti i testi raccolti sono in pubblico dominio (per cui sono scaduti i precedenti diritti d'autore) o pubblicati secondo la licenza CC-BY-SA (la stessa licenza utilizzata in Wikipedia). Sono accettati testi in tutte le lingue (così come le traduzioni), ognuno nel suo proprio progetto linguistico.

## Le origini

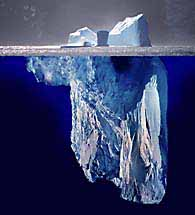
Il logo originale di Wikisource

Chiamato inizialmente Project Sourceberg (parola composta da Source, in inglese "fonte", e della seconda parte del nome del Progetto Gutenberg, progetto capostipite di tutte le biblioteche libere online), il sito è stato ufficialmente ribattezzato Wikisource il 6 dicembre 2003. Al primo nome rimane associata l'immagine del logo del progetto: iceberg è parola assonante con sourceberg.
Il progetto, iniziato come ramificazione di Wikipedia, (che essendo un'enciclopedia non poteva accogliere i vari documenti, fonti e testi che la comunità stava via via accumulando), è stato lanciato il 24 novembre 2003 con l'URL temporanea https://sources.wikipedia.org e spostato in seguito sul nuovo nome di dominio: https://wikisource.org.
Prima ancora, i testi originali venivano messi su ps.Wikipedia.org, che pur essendo erroneamente interpretato come Project Sourceberg, in realtà costituiva un sotto-dominio per la Wikipedia nella lingua pashtu. Tutti i testi che erano stati inseriti lì, sono stati spostati al nuovo sito ufficiale in occasione della sua apertura.
Nel giro di due settimane dall'avvio del progetto, sono state create più di 1 000 pagine, di cui circa 200 veri e propri articoli. All'inizio del 2004, il sito aveva 100 utenti registrati. All'inizio del luglio 2004 gli articoli erano oltre 2 400, con più di 500 utenti registrati.
A seguito di votazione terminata il 12 maggio 2005 sono stati adottati dei sottodomini per ciascuna lingua, permettendo ai testi di essere ospitati in appositi wiki. La separazione fu completata nel giugno del 2005. Ogni Wikisource in lingua ha cominciato successivamente ad adottare modalità di gestione regolate dalle comunità.
Dal 2007, grazie a un'estensione del software MediaWiki (Proofread extension), i progetti Wikisource hanno iniziato a poter visualizzare ogni pagina di un libro a fianco della sua scansione (opportunamente caricata su Commons). Con questa modalità infatti si garantisce maggior affidabilità alla trascrizione del testo, potendo sempre confrontarla con l'originale.

## Avanzamento del progetto
| №  | Lingua   | Voci   | Totale  | Modifiche | Amministratori | Utenti  | Utenti attivi | Immagini |
| -- | -------- | ------ | ------- | --------- | -------------- | ------- | ------------- | -------- |
| 1  | Inglese  | 647709 | 2284014 | 7264585   | 30             | 2834354 | 332           | 20158    |
| 2  | Polacco  | 599101 | 625439  | 1698136   | 13             | 20897   | 52            | 56       |
| 3  | Russo    | 469707 | 727027  | 3018207   | 7              | 72367   | 111           | 637      |
| 4  | Tedesco  | 413479 | 450622  | 2975157   | 19             | 47598   | 127           | 5128     |
| 5  | Francese | 316490 | 2534720 | 7385693   | 16             | 75957   | 224           | 7048     |
| 6  | Cinese   | 266839 | 717336  | 1181121   | 6              | 57796   | 119           | 261      |
| 7  | Ebraico  | 172821 | 329804  | 872190    | 17             | 17632   | 70            | 335      |
| 8  | Italiano | 122143 | 481922  | 3158794   | 7              | 36170   | 106           | 986      |
| 9  | Spagnolo | 112047 | 215298  | 903064    | 7              | 54920   | 45            | 918      |
| 10 | Arabo    | 78986  | 132198  | 248933    | 6              | 33316   | 48            | 4070     |

### Processo di digitalizzazione su Wikisource
| Copiare una digitalizzazione (da altre biblioteche digitali) |                                      |                                                   |                                                   |                                                   |                                                   |
| Altri formati                                                |                                      |                                                   |                                                   |                                                   |                                                   |
| OCR                                                          |                                      | Importare il risultato dell'OCR pagina per pagina | Importare il risultato dell'OCR pagina per pagina | Importare il risultato dell'OCR pagina per pagina | Importare il risultato dell'OCR pagina per pagina |
| OCR                                                          | Testo con versione cartacea a fronte |                                                   |                                                   |                                                   |                                                   |
| Copiare un testo                                             |                                      |                                                   |                                                   |                                                   |                                                   |
| Modificare il testo                                          |                                      |                                                   |                                                   |                                                   |                                                   |

## Collaborazioni con biblioteche ed archivi
Nel 2010, Wikimedia France ha firmato un accordo con la Biblioteca nazionale di Francia per aggiungere le sue scansioni della biblioteca digitale Gallica sulla Wikisource francese. 1 400 testi francesi in pubblico dominio sono stati aggiunti alla libreria di Wikisource tramite upload su Wikimedia Commons. La qualità delle trascrizioni, inizialmente realizzate dal sistema di riconoscimento ottico dei caratteri (OCR), è stata migliorata dagli utenti della comunità di Wikisource.